# État métallurgique
 (janvier 2022).
Si vous disposez d'ouvrages ou d'articles de référence ou si vous connaissez des sites web de qualité traitant du thème abordé ici, merci de compléter l'article en donnant les références utiles à sa vérifiabilité et en les liant à la section « Notes et références ».
Les propriétés des métaux dépendent de leur composition chimique, mais aussi de leur historique thermomécanique :
- la déformation plastique les durcit (écrouissage) ;
- durant le refroidissement, lors de la coulée ou bien lors d'un traitement thermique, les atomes se réorganisent.

Lorsque l'on désigne un matériau, il est important d'indiquer le traitement thermomécanique qu'il a subi ; cela constitue son état métallurgique.
Un fournisseur doit indiquer l'état métallurgique de la matière qu'il envoie, on parle alors d’état de livraison.
L'état 0 (zéro) désigne un matériau ayant subi un refroidissement lent (refroidissement en moule, ou bien recuit) et aucune déformation plastique.
Le type de traitement dépend de l'alliage concerné. Il existe de fait plusieurs normes pour indiquer cet état.

## Pour les aciers
Dans la norme européenne, l'état métallurgique est précédé du signe « + ». Par exemple :
« S235 + C » indique un acier S235 écroui à froid.
Ce signe plus peut aussi précéder des symboles indiquant le revêtement, on utilise donc parfois « +S » pour lever l'ambiguïté. Par exemple, « +A » peut indiquer un revêtement d'aluminium par immersion à chaud ou un recuit d'adoucissement ; pour lever l'ambiguïté, le recuit d'adoucissement peut être indiqué par « +SA ».
| Symbole | Signification                                                               |
| ------- | --------------------------------------------------------------------------- |
| +A      | recuit d'adoucissement (annealed)                                           |
| +AC     | recuit de globulisation des carbures (annealed and carbide spheroidisation) |
| +AT     | recuit de mise en solution                                                  |
| +C      | écroui à froid                                                              |
| +CR     | laminé à froid (cold rolled)                                                |
| +HR     | laminé à chaud puis écroui (hot rolled)                                     |
| +LC     | planage ou étirage à froid (skin pass)                                      |
| +M      | formage thermomécanique                                                     |
| +NT     | normalisé et recuit (normalised and tempered)                               |
| +Q      | trempé (quenched)                                                           |
| +QA     | trempé à l'air (air quenched)                                               |
| +QO     | trempé à l'huile (oil quenched, bruni)                                      |
| +QT     | trempé et revenu (quenched and tempered)                                    |
| +QW     | trempé à l'eau (water quenched)                                             |
| +S      | traitement pour cisaillage à froid (shear)                                  |
| +T      | revenu (tempered)                                                           |
| +U      | non traité (unprocessed)                                                    |

## Norme NF A 02-104 pour les alliages non ferreux

### Pièces moulées
L'état est désigné par un Y suivi de deux chiffres. Le premier chiffre désigne le type de moulage, le deuxième désigne le traitement thermique. Par exemple :
Y23 : pièce moulée en sable, trempée et revenue.
| Chiffre | Premier chiffre          | Second chiffre       |
| ------- | ------------------------ | -------------------- |
| 0       |                          | aucun traitement     |
| 1       | lingot                   | recuit               |
| 2       | moulage en sable         | trempé               |
| 3       | moulage en coquille      | trempé et revenu     |
| 4       | moulage sous pression    | trempé et mûri       |
| 5       | frittage (concréfaction) | stabilisé            |
| 6       |                          | trempé et stabilisé  |
| 7       | coulée continue          |                      |
| 8       | centrifugation           |                      |
| 9       | suivant prescription     | suivant prescription |

### Pièces corroyées
- 0 () : état recuit ;
- F : brut de fabrication ;
- H : écroui ;
- T : ayant subi un traitement thermique ;
- W : pour les alliages d'aluminium seulement : mise en solution (trempe sans maturation)

Les états 0 et F n'ont pas d'indication complémentaire. Les états H et T ont des subdivisions.

#### État H: écroui
Pour les pièces écrouies, la lettre H est suivie de deux nombres. La signification des nombres dépend du type d'alliage. Par exemple :
H24 : écroui 1/2 dur et recuit pour un alliage d'aluminium, écroui 4/4 dur et restauré pour un alliage de cuivre.
| Chiffre | Premier chiffre : Traitement thermique | Second chiffre : Écrouissage |
| ------- | -------------------------------------- | ---------------------------- |
| 1       | Écroui                                 |                              |
| 2       | Écroui-recuit                          | 1/4 dur                      |
| 3       | Écroui-stabilisé                       |                              |
| 4       |                                        | 1/2 dur                      |
| 6       |                                        | 3/4 dur                      |
| 8       |                                        | 4/4 dur                      |
| 9       |                                        | extra-dur                    |

| Chiffre | Premier chiffre : Traitement thermique | Second chiffre : Écrouissage |
| ------- | -------------------------------------- | ---------------------------- |
| 1       | Écroui                                 | 1/4 dur                      |
| 2       | Écroui-restauré                        | 1/2 dur                      |
| 3       | Écroui-détendu                         | 3/4 dur                      |
| 4       |                                        | 4/4 dur                      |
| 5 à 7   |                                        | ressort                      |

#### État T: traitement thermique
La désignation de l'état dépend du type d'alliage.
Cuivre et alliage de cuivre
- TA : refroidissement contrôlé ;
- TB : mise en solution et trempe ;
- TC : refroidissement contrôlé et déformation à froid ;
- TD : mise en solution, trempe et déformation à froid.

Aluminium et alliages d'aluminium
- T : refroidissement et revenu ;
- T1 : refroidissement et maturation ;
- T2 : mise en solution, écrouissage et maturation ;
- T3 : mise en solution, écrouissage et maturation ;
- T4 : mise en solution et maturation ;
- T5 : refroidissement et revenu ;
- T6 : mise en solution et revenu ;
- T7 : refroidissement et sur-revenu ;
- T8 : mise en solution, écrouissage et revenu ;
- T9 : refroidissement, revenu puis écrouissage ;
- T10 : refroidissement, revenu et écrouissage.

## Aluminium et alliages d'aluminium
Pour les alliages d'aluminium de fonderie, on utilise la norme EN 1706. Pour les alliages corroyés, on utilise la norme EN 515.

## Cuivres et alliages de cuivre
La nouvelle désignation selon EN 1173 ne fait pas référence à la manière dont on obtient l'alliage, mais aux propriétés visées, sous la forme d'une lettre suivie d'une indication chiffrée :
- A : allongement à la rupture A% ;
- B : limite de flexion élastique ;
- D (sans indication chiffrée) : brut d'étirage ;
- G : grosseur de grain ;
- H : dureté Brinnel HB ;
par exemple, H130 pour une HB de 130 minimum garantie (HV minimale de 115) ;
- M (sans indication chiffrée) : brut de fabrication ;
- R : résistance à la traction Rm en MPa ;
par exemple, R480 pour une résistance à la traction de 480 MPa minimale garantie ;
- Y : limite conventionnelle d'élasticité à 0,2 % R0,2.

| NF  | EN cuivre pur | EN laiton |
| --- | ------------- | --------- |
| O   | R220          | R300      |
| H12 | R240          | R350      |
| H14 | R290          | R410      |